# (14509) Lučenec
(14509) Lučenec (1996 ER2) – planetoida z pasa głównego asteroid okrążająca Słońce w ciągu 3,8 lat w średniej odległości 2,44 j.a. Odkryta 9 marca 1996 roku.